# William Bergman
Oscar William Bergman, född 5 december 1860 i Stockholm, död 12 oktober 1929, var en svensk militär.
Bergman blev underlöjtnant vid Upplands infanteriregemente 1881 och vid Göta artilleriregemente samma år och var artilleristabsofficer 1894–98. Han blev 1903 kapten vid det nyuppsatta Positionsartilleriregementet, för vilket han 1911 blev överste och chef. Bergman befordrades 1919 till generalmajor i armén och var 1919–1927 kommendant på Karlsborgs fästning. Han kvarstod dock som regementschef till 1920, då han erhöll avsked. 
Bergman var lärare vid Artilleri- och ingenjörhögskolan 1898–1904 och chef för läroverket 1904–1911. Han tog verksam del i 1900 års kommission för ombeväpning av fältartilleriet. År 1915 besökte han för militära studier österrikiska sydvästfronten under fjärde Isonzoslaget. 
Bergman uppfann ett flertal vapenkonstruktioner, bland vilka excenterskruven (en bakladdningsmekanism för kanoner) är mest känd. Den användes bland annat vid franska fältartilleriet under första världskriget. Vidare konstruerade ett repetergevär (1888), en automatisk kulspruta och en lavett för haubitser.
Förutom ett flertal tidskrifts- och tidningsuppsatser i militära ämnen utgav Bergman Lärobok i artilleriteknik (tre band, 1900–1902) och Expansionsteorien (1904). Han invaldes som ledamot av Krigsvetenskapsakademien 1900. Bergman vilar på Solna kyrkogård.